# 核溶解

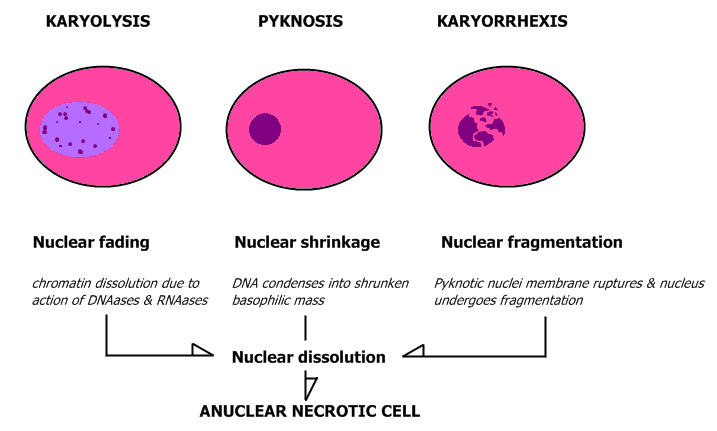
核溶解とその他の核崩壊の形態学的特徴

核溶解（かくようかい、karyolysis、ギリシア語のκάρυον karyon〔仁、種、核〕とλύσις lysis〔λύειν lyein、分かれる〕由来）は、エンドヌクレアーゼによる酵素的分解ために起こる死にかけている細胞のクロマチンの完全な分解である。全細胞は核溶解の後は最終的にエオシンによって一様に染色される。核溶解は大抵核崩壊と関連しておりネクローシスの結果として主に起こる。それに対してアポトーシスでは核崩壊後に核は大抵「アポトーシス小体」へと分解する。
散在性の移行細胞の細胞質の崩壊、核の濃縮、核の溶解は健康な人の尿中でも悪性細胞を含む尿中でも見られる。部分的に保存された細胞質のタグを持つ細胞はPapanicolaouによって最初に記述され、コメット細胞またはデコイ細胞と呼ばれることがある。この細胞は悪性腫瘍の特徴の一部を有していることがあり、したがって何であるかを認識することは重要である。

## 画像

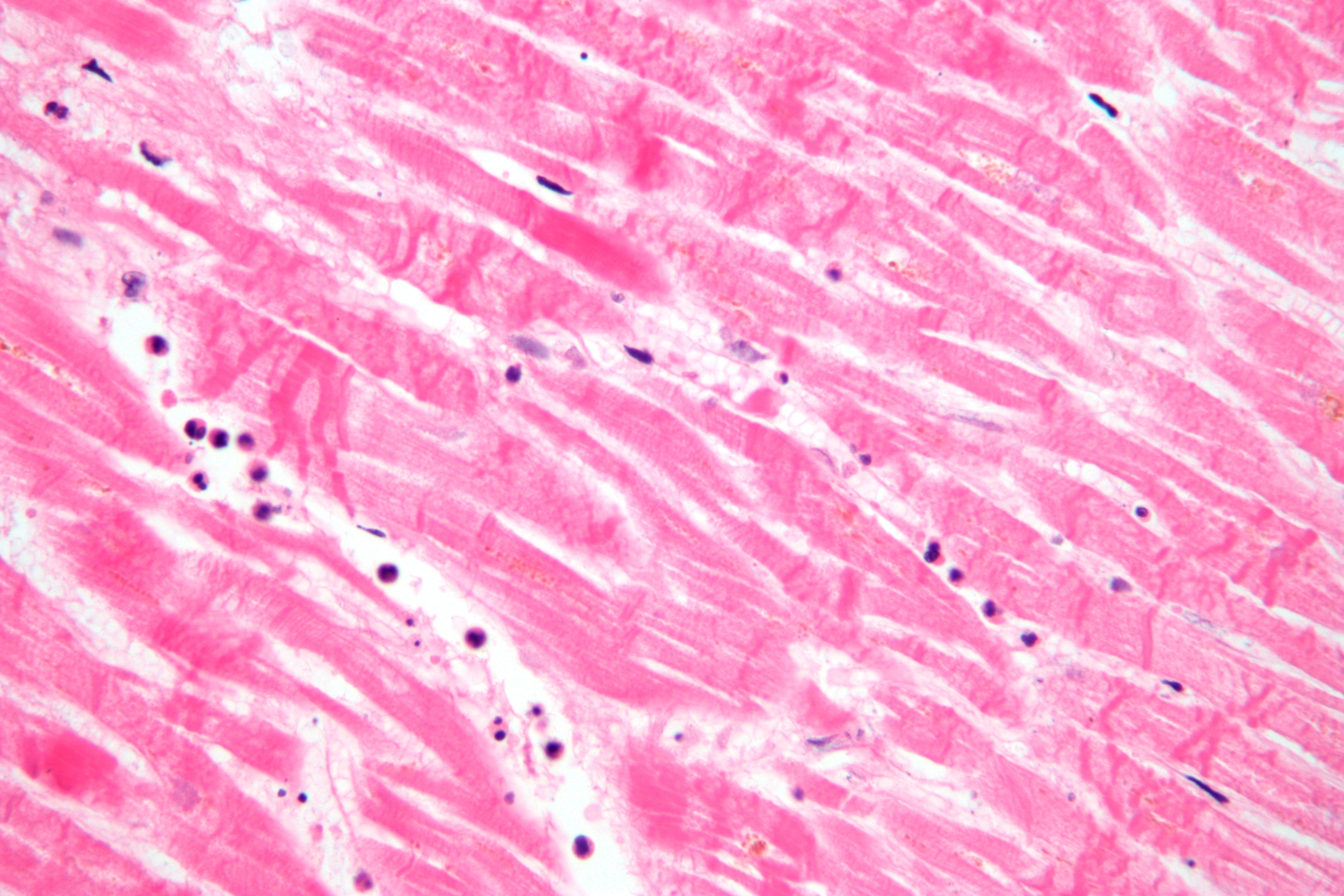
心筋梗塞を起こした人の核溶解と収縮帯壊死（英語版）を示す顕微鏡写真（英語版）。
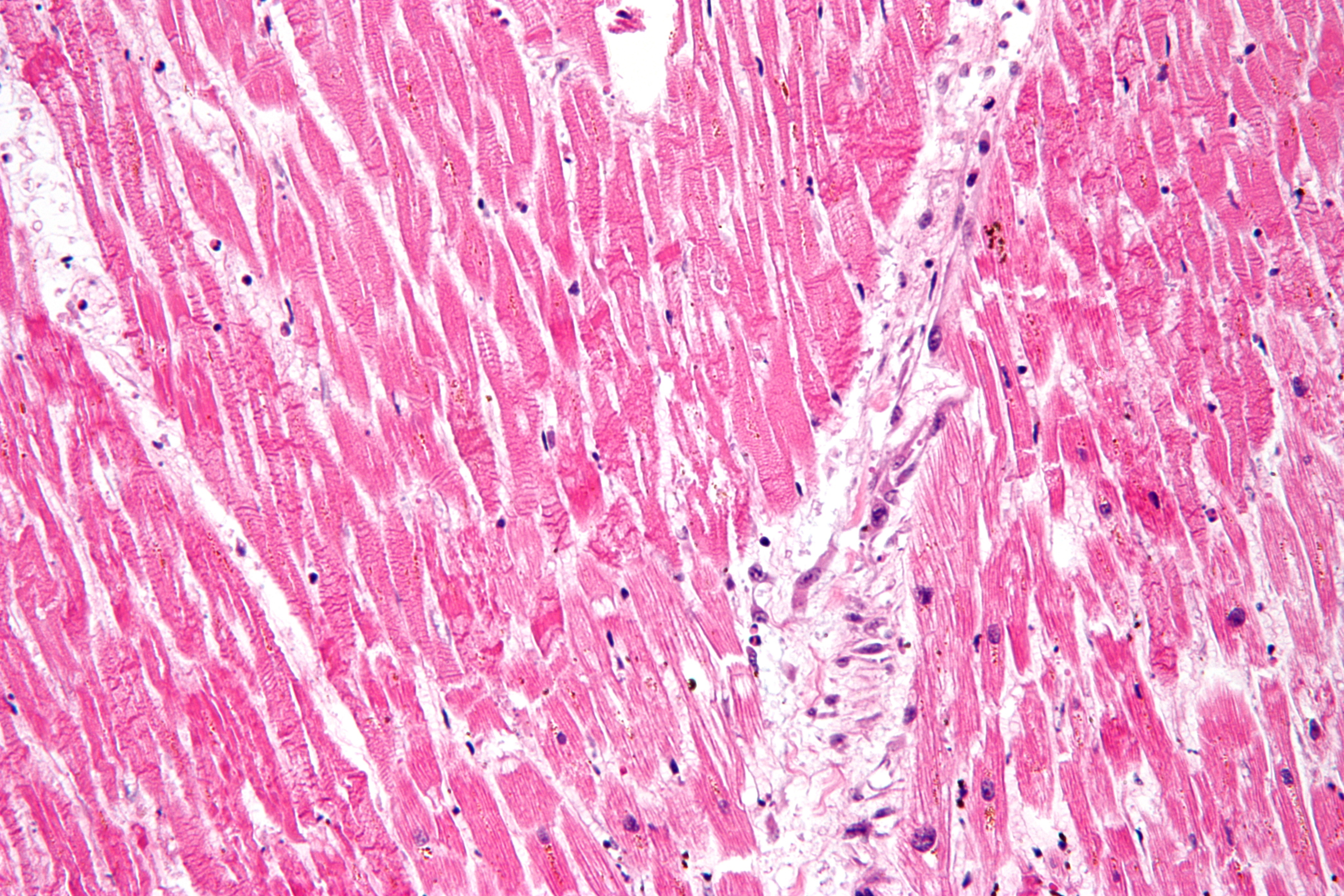
心筋梗塞を起こした人の核溶解、収縮帯壊死（画像の左）、（核のある）虚血心筋細胞（画像の右）の顕微鏡画像。